# Justin Mathieu
Justin Mathieu (Goirle, 12 april 1996) is een Nederlands voetballer die bij voorkeur als aanvaller speelt. Mathieu is familie van voormalig Willem II-doelman Ed Mathieu en oud-volleybalcoach Pierre Mathieu.

## Clubcarrière
Mathieu doorliep de hele jeugdopleiding van Willem II en werd ook met enige regelmatig geselecteerd voor vertegenwoordigende elftallen. Hij maakte op 23 augustus zijn debuut in het eerste elftal van de Tilburgse club, thuis tegen Sparta Rotterdam (3–0 winst). Hij viel die dag in de 89ste minuut in voor Bruno Andrade. Willem II werd dat jaar kampioen in de Eerste divisie en hij droeg hieraan in negen wedstrijden bij. Willem II verhuurde Mathieu op 13 augustus 2014 voor een jaar aan FC Oss. Hiervoor speelde hij dat jaar vrijwel alle wedstrijden en droeg hij bij aan het winnen van een periodetitel. Mathieu debuteerde in augustus 2015 in het shirt van Willem II in de Eredivisie. Een dag voor het sluiten van de zomerse transfermarkt die maand, verhuurde de club Mathieu voor de rest van het seizoen aan Go Ahead Eagles, dat in het voorgaande seizoen degradeerde naar de Eerste divisie. Per 1 januari had de club uit Deventer hem niet meer nodig en ging hij terug naar zijn eigen club. Hij tekende in juli 2017 een contract tot medio 2020 bij SC Cambuur, dat hem overnam van FC Oss. In februari 2019 ging hij naar het Kroatische HNK Gorica waar hij een contract ondertekende tot medio 2022. Eind mei 2020 verliet hij de club.
In de winterstop van het seizoen 2020/2021 keerde Mathieu voor een half jaar op amateurbasis terug bij TOP Oss. Medio 2023 ging hij in Armenië voor FC Noah spelen.

## Clubstatistieken
| Seizoen        | Club                     | Competitie     | Duels | Goals |
| -------------- | ------------------------ | -------------- | ----- | ----- |
| 2013/14        | Willem II                | Eerste divisie | 9     | 1     |
| 2014/15        | → FC Oss (huur)          | Eerste divisie | 34    | 8     |
| 2015/16        | Willem II                | Eredivisie     | 4     | 0     |
| 2015/16        | → Go Ahead Eagles (huur) | Eerste divisie | 5     | 0     |
| 2016/17        | FC Oss                   | Eerste divisie | 36    | 10    |
| 2017/18        | SC Cambuur               | Eerste divisie | 29    | 5     |
| 2018/19        | SC Cambuur               | Eerste divisie | 15    | 5     |
| 2018/19        | HNK Gorica               | 1.HNL          | 9     | 0     |
| 2019/20        | HNK Gorica               | 1.HNL          | 16    | 0     |
| 2020/21        | TOP Oss                  | Eerste divisie | 8     | 0     |
| Carrièretotaal | Carrièretotaal           | Carrièretotaal | 166   | 29    |

Bijgewerkt op 16 juli 2021.

## Erelijst
Willem II
- Kampioen Eerste divisie

2013/14